# 누노비키 폭포

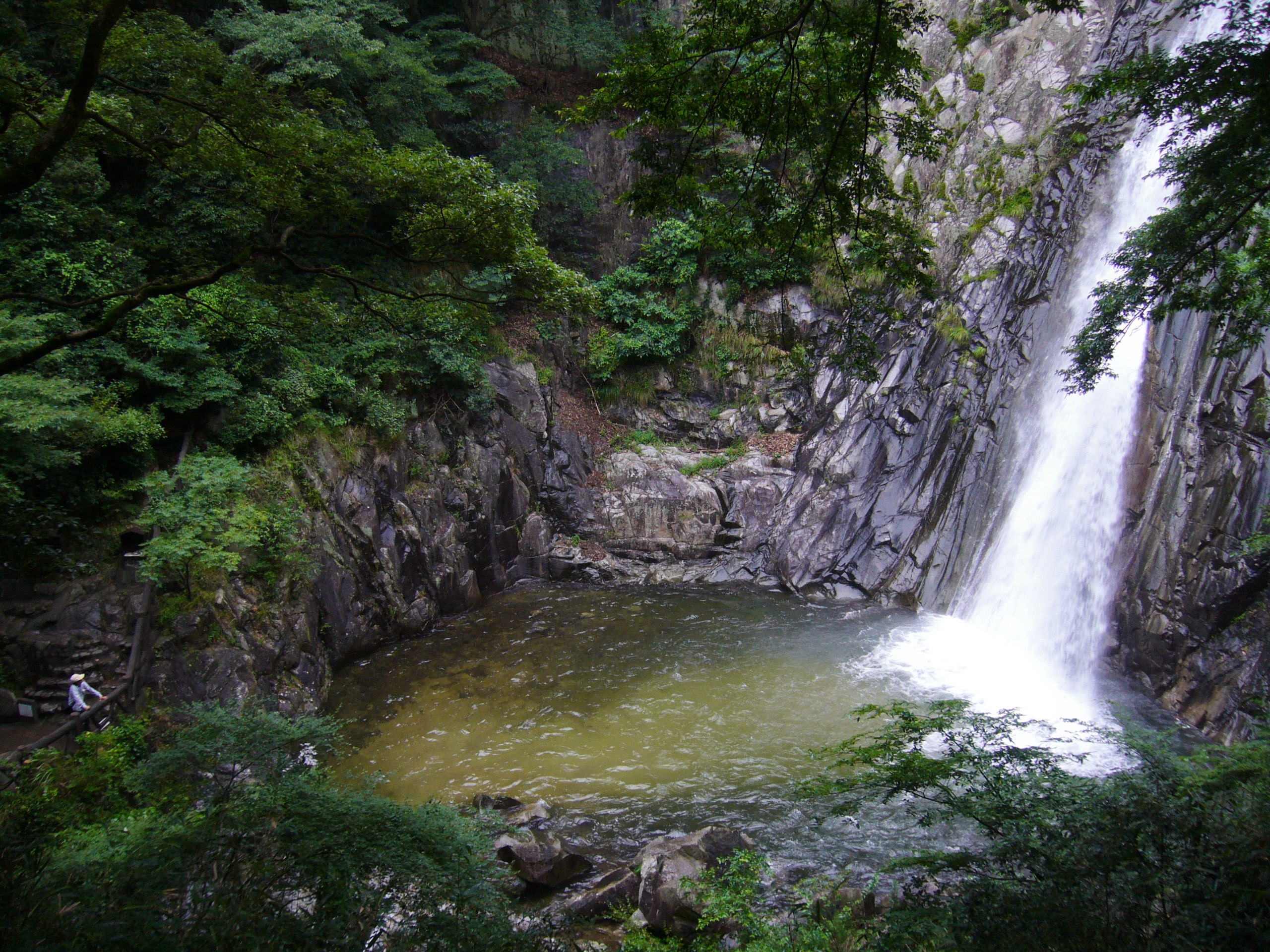
누노비키 폭포

Kusakabe Kimbei, 1890 주위에

누노비키 폭포(일본어: 布引の滝)는 일본 효고현 고베시 주오구를 흐르는 누노비키 계류(布引渓流)에 있는 4개 폭포의 총칭이다. 현재는 계곡을 따라 누노비키 산(布引山) 일대에서 폭포를 거쳐 누노비키 허브원에 이르는 산책로가 정비되어 있다.